# ASAP Rocky/Diskografie
Diese Diskografie ist eine Übersicht über die musikalischen Werke des US-amerikanischen Rappers A$AP Rocky. Den Schallplattenauszeichnungen zufolge hat er bisher mehr als 88,6 Millionen Tonträger verkauft, davon alleine in seiner Heimat über 72,5 Millionen. Seine erfolgreichste Veröffentlichung ist die Single Fuckin’ Problems mit über 9,2 Millionen verkauften Einheiten.

## Alben

### Studioalben
| Jahr | Titel Musiklabel                      | Höchstplatzierung, Gesamtwochen, AuszeichnungChartplatzierungen (Jahr, Titel, Musiklabel, Platzierungen, Wochen, Auszeichnungen, Anmerkungen) | Höchstplatzierung, Gesamtwochen, AuszeichnungChartplatzierungen (Jahr, Titel, Musiklabel, Platzierungen, Wochen, Auszeichnungen, Anmerkungen) | Höchstplatzierung, Gesamtwochen, AuszeichnungChartplatzierungen (Jahr, Titel, Musiklabel, Platzierungen, Wochen, Auszeichnungen, Anmerkungen) | Höchstplatzierung, Gesamtwochen, AuszeichnungChartplatzierungen (Jahr, Titel, Musiklabel, Platzierungen, Wochen, Auszeichnungen, Anmerkungen) | Höchstplatzierung, Gesamtwochen, AuszeichnungChartplatzierungen (Jahr, Titel, Musiklabel, Platzierungen, Wochen, Auszeichnungen, Anmerkungen) | Anmerkungen                                                 |
| Jahr | Titel Musiklabel                      | DE | AT | CH | UK | US | Anmerkungen                                                 |
| ---- | ------------------------------------- | --- | --- | --- | --- | --- | ----------------------------------------------------------- |
| 2013 | Long.Live.A$AP Polo Grounds (Sony)    | DE31 (2 Wo.)DE | AT62 (1 Wo.)AT | CH9 (5 Wo.)CH | UK7 Gold · (7 Wo.)UK | US1 ×2Doppelplatin · (104 Wo.)US | Erstveröffentlichung: 11. Januar 2013 Verkäufe: + 2.300.000 |
| 2015 | At.Long.Last.A$AP Polo Grounds (Sony) | DE29 (3 Wo.)DE | AT28 (3 Wo.)AT | CH5 (6 Wo.)CH | UK10 Gold · (7 Wo.)UK | US1 ×2Doppelplatin · (67 Wo.)US | Erstveröffentlichung: 26. Mai 2015 Verkäufe: + 2.285.000    |
| 2018 | Testing Polo Grounds (Sony)           | DE22 (3 Wo.)DE | AT10 (1 Wo.)AT | CH4 (3 Wo.)CH | UK11 Silber · (4 Wo.)UK | US4 Gold · (30 Wo.)US | Erstveröffentlichung: 25. Mai 2018 Verkäufe: + 760.000      |

### Mixtapes
| Jahr | Titel Musiklabel              | Höchstplatzierung, Gesamtwochen, AuszeichnungChartplatzierungen (Jahr, Titel, Musiklabel, Platzierungen, Wochen, Auszeichnungen, Anmerkungen) | Höchstplatzierung, Gesamtwochen, AuszeichnungChartplatzierungen (Jahr, Titel, Musiklabel, Platzierungen, Wochen, Auszeichnungen, Anmerkungen) | Höchstplatzierung, Gesamtwochen, AuszeichnungChartplatzierungen (Jahr, Titel, Musiklabel, Platzierungen, Wochen, Auszeichnungen, Anmerkungen) | Höchstplatzierung, Gesamtwochen, AuszeichnungChartplatzierungen (Jahr, Titel, Musiklabel, Platzierungen, Wochen, Auszeichnungen, Anmerkungen) | Höchstplatzierung, Gesamtwochen, AuszeichnungChartplatzierungen (Jahr, Titel, Musiklabel, Platzierungen, Wochen, Auszeichnungen, Anmerkungen) | Anmerkungen                            |
| Jahr | Titel Musiklabel              | DE | AT | CH | UK | US | Anmerkungen                            |
| ---- | ----------------------------- | --- | --- | --- | --- | --- | -------------------------------------- |
| 2011 | Live. Love. A$AP Selbstverlag | — | — | CH31 a (1 Wo.)CH | — | US43 a (1 Wo.)US | Erstveröffentlichung: 31. Oktober 2011 |

## Singles

### Als Leadmusiker
| Jahr | Titel Album                                     | Höchstplatzierung, Gesamtwochen, AuszeichnungChartplatzierungen (Jahr, Titel, Album, Platzierungen, Wochen, Auszeichnungen, Anmerkungen) | Höchstplatzierung, Gesamtwochen, AuszeichnungChartplatzierungen (Jahr, Titel, Album, Platzierungen, Wochen, Auszeichnungen, Anmerkungen) | Höchstplatzierung, Gesamtwochen, AuszeichnungChartplatzierungen (Jahr, Titel, Album, Platzierungen, Wochen, Auszeichnungen, Anmerkungen) | Höchstplatzierung, Gesamtwochen, AuszeichnungChartplatzierungen (Jahr, Titel, Album, Platzierungen, Wochen, Auszeichnungen, Anmerkungen) | Höchstplatzierung, Gesamtwochen, AuszeichnungChartplatzierungen (Jahr, Titel, Album, Platzierungen, Wochen, Auszeichnungen, Anmerkungen) | Anmerkungen |
| Jahr | Titel Album                                     | DE | AT | CH | UK | US | Anmerkungen |
| --- | ----------------------------------------------- | --- | --- | --- | --- | --- | --- |
| 2011 | Peso Long. Live. A$AP                           | — | — | — | — | US— PlatinUS | Erstveröffentlichung: 16. November 2011 Verkäufe: + 1.040.000 |
| 2011 | Purple Swag Long. Live. A$AP                    | — | — | — | — | US— GoldUS | Erstveröffentlichung: 5. Dezember 2011 Verkäufe: + 500.000 |
| 2012 | Goldie Long. Live. A$AP                         | — | — | — | UK98 Silber · (1 Wo.)UK | US— ×2DoppelplatinUS | Erstveröffentlichung: 27. April 2012 Verkäufe: + 2.215.000 |
| 2012 | Fuckin’ Problems Long. Live. A$AP               | DE86 Gold · (3 Wo.)DE | — | CH65 (1 Wo.)CH | UK50 Platin · (8 Wo.)UK | US8 ×8Achtfachplatin · (27 Wo.)US | Erstveröffentlichung: 24. Oktober 2012 Verkäufe: + 9.215.000; feat. Drake, 2 Chainz & Kendrick Lamar                                                                   |
| 2012 | Long Live A$AP Long. Live. A$AP                 | — | — | — | — | US80 Gold · (1 Wo.)US | Erstveröffentlichung: 18. Dezember 2012 Verkäufe: + 500.000 |
| 2013 | Wild for the Night Long. Live. A$AP             | — | — | — | UK43 Silber · (8 Wo.)UK | US80 ×2Doppelplatin · (16 Wo.)US | Erstveröffentlichung: 26. März 2013 Verkäufe: + 2.375.000; feat. Skrillex & Birdy Nam Nam                                                                              |
| 2013 | Fashion Killa Long. Live. A$AP                  | — | — | — | UK80 Silber · (1 Wo.)UK | US— PlatinUS | Erstveröffentlichung: 22. November 2013 Verkäufe: + 1.335.000 |
| 2014 | Multiply –                                      | — | — | — | — | US— GoldUS | Erstveröffentlichung: 7. Oktober 2014 Verkäufe: + 500.000; feat. Juicy J                                                                                               |
| 2015 | Lord Pretty Flacko Jodye 2 At. Long. Last. A$AP | — | — | — | — | US— ×3DreifachplatinUS | Erstveröffentlichung: 7. Januar 2015 Verkäufe: + 3.080.000 |
| 2015 | Everyday At. Long. Last. A$AP                   | DE— GoldDE | — | — | UK56 Platin · (9 Wo.)UK | US92 ×3Dreifachplatin · (2 Wo.)US | Erstveröffentlichung: 8. Mai 2015 Verkäufe: + 4.315.000; feat. Rod Stewart, Miguel & Mark Ronson                                                                       |
| 2015 | L$D At. Long. Last. A$AP                        | — | — | — | UK56 Gold · (9 Wo.)UK | US92 ×4Vierfachplatin · (2 Wo.)US | Erstveröffentlichung: 21. Mai 2015 Verkäufe: + 4.640.000 |
| 2018 | Cocky Uncle Drew O.S.T.                         | — | — | — | — | — | Erstveröffentlichung: 16. Februar 2018 mit Gucci Mane & 21 Savage feat. London on da Track                                                                             |
| 2018 | Bad Company –                                   | — | — | — | — | US— GoldUS | Erstveröffentlichung: 28. März 2018 Verkäufe: + 500.000; feat. BlocBoy JB                                                                                              |
| 2018 | A$AP Forever Testing                            | DE77 (1 Wo.)DE | AT61 (1 Wo.)AT | CH45 (3 Wo.)CH | UK60 Silber · (2 Wo.)UK | US63 Platin · (1 Wo.)US | Erstveröffentlichung: 5. April 2018 Verkäufe: + 1.405.000; feat. Moby                                                                                                  |
| 2018 | Praise the Lord (Da Shine) Testing              | DE59 Gold · (11 Wo.)DE | AT38 (6 Wo.)AT | CH14 Gold · (20 Wo.)CH | UK18 ×2Doppelplatin · (21 Wo.)UK | US45 ×4Vierfachplatin · (8 Wo.)US | Erstveröffentlichung: 26. Juni 2018 Verkäufe: + 7.043.333; feat. Skepta                                                                                                |
| 2018 | Potato Salad –                                  | — | — | — | UK— SilberUK | US— PlatinUS | Erstveröffentlichung: 28. September 2018 Verkäufe: + 1.230.000; mit Tyler, the Creator                                                                                 |
| 2018 | Sundress –                                      | — | — | — | UK— PlatinUK | US— PlatinUS | Erstveröffentlichung: 20. November 2018 Verkäufe: + 1.990.000 |
| 2019 | Energy –                                        | — | — | — | — | — | Erstveröffentlichung: 30. April 2019 mit Burns & Sabrina Claudio |
| 2019 | Live Fast (Pubgm) –                             | — | — | — | — | — | Erstveröffentlichung: 25. Juli 2019 mit Alan Walker |
| 2019 | Babushka Boi –                                  | — | — | CH66 (1 Wo.)CH | UK89 (1 Wo.)UK | US69 Gold · (1 Wo.)US | Erstveröffentlichung: 28. August 2019 Verkäufe: + 565.000 |
| 2022 | Sh!ttin' Me –                                   | — | — | — | — | — | Erstveröffentlichung: 2. Dezember 2022 |
| 2023 | Riot –                                          | — | — | — | — | — | Erstveröffentlichung: 20. Juli 2023 mit Pharrell Williams |
| 2023 | I Smoked Away My Brain –                        | — | AT— GoldAT | — | UK80 Silber · (6 Wo.)UK | US— PlatinUS | Erstveröffentlichung: 17. August 2023 Verkäufe: + 1.265.000; feat. Imogen Heap & Clams Casino; Mashup aus Demons (ASAP Rocky) und I’m God (Imogen Heap & Clams Casino) |
| 2024 | Highjack –                                      | — | — | — | — | US89 (1 Wo.)US | Erstveröffentlichung: 2. August 2024 feat. Jessica Pratt |
| 2024 | Tailor Swif –                                   | DE— bDE | — | CH72 (1 Wo.)CH | — | US84 (1 Wo.)US | Erstveröffentlichung: 29. August 2024 |
| 2024 | Ruby Rosary –                                   | — | — | — | — | US85 (1 Wo.)US | Erstveröffentlichung: 6. September 2024 feat. J. Cole |
| Folgende Lieder erschienen nicht als Single, wurden aber durch das Album zum Download und Streaming bereitgestellt und konnten somit eine Platzierung erlangen: |                                                 | | | | | | |
| |                                                 | | | | | | |
| 2015 | Electric Body At. Long. Last. A$AP              | — | — | — | — | US80 Platin · (2 Wo.)US | Charteinstieg: 13. Juni 2015 Verkäufe: + 1.040.000; feat. Schoolboy Q                                                                                                  |
| 2018 | Fukk Sleep Testing                              | — | — | CH65 (1 Wo.)CH | UK99 (1 Wo.)UK | US— GoldUS | Charteinstieg: 3. Juni 2018 Verkäufe: + 595.000; feat. FKA twigs |

### Als Gastmusiker
| Jahr | Titel Album                                         | Höchstplatzierung, Gesamtwochen, AuszeichnungChartplatzierungen (Jahr, Titel, Album, Platzierungen, Wochen, Auszeichnungen, Anmerkungen) | Höchstplatzierung, Gesamtwochen, AuszeichnungChartplatzierungen (Jahr, Titel, Album, Platzierungen, Wochen, Auszeichnungen, Anmerkungen) | Höchstplatzierung, Gesamtwochen, AuszeichnungChartplatzierungen (Jahr, Titel, Album, Platzierungen, Wochen, Auszeichnungen, Anmerkungen) | Höchstplatzierung, Gesamtwochen, AuszeichnungChartplatzierungen (Jahr, Titel, Album, Platzierungen, Wochen, Auszeichnungen, Anmerkungen) | Höchstplatzierung, Gesamtwochen, AuszeichnungChartplatzierungen (Jahr, Titel, Album, Platzierungen, Wochen, Auszeichnungen, Anmerkungen) | Anmerkungen |
| Jahr | Titel Album                                         | DE | AT | CH | UK | US | Anmerkungen |
| --- | --------------------------------------------------- | --- | --- | --- | --- | --- | --- |
| 2012 | Yao Ming Sex, Drugs & Video Games                   | — | — | — | — | — | Erstveröffentlichung: 3. Februar 2012 David Banner feat. 2 Chainz & A$AP Rocky                                                         |
| 2012 | Street Knock –                                      | — | — | — | — | — | Erstveröffentlichung: 23. März 2012 Swizz Beatz feat. A$AP Rocky                                                                       |
| 2012 | Hands on the Wheel Habits & Contradictions          | — | — | — | — | US— GoldUS | Erstveröffentlichung: 3. April 2012 Verkäufe: + 530.000; Schoolboy Q feat. A$AP Rocky                                                  |
| 2012 | Cockiness (Love It) (Remix) –                       | — | — | — | — | — | Erstveröffentlichung: 7. September 2012 Rihanna feat. A$AP Rocky                                                                       |
| 2012 | Yellow Tape –                                       | — | — | — | — | — | Erstveröffentlichung: 25. Oktober 2012 Fat Joe feat. Lil Wayne, A$AP Rocky & French Montana                                            |
| 2013 | Choppa Chipper Jones Vol. 2                         | — | — | — | — | — | Erstveröffentlichung: 25. April 2013 Joey Fatts feat. A$AP Rocky & Danny Brown                                                         |
| 2013 | Work (Remix) Trap Lord                              | — | — | — | — | US— ×3DreifachplatinUS | Erstveröffentlichung: 20. Mai 2013 Verkäufe: + 4.758.500; A$AP Ferg feat. French Montana, Trinidad James, Schoolboy Q & A$AP Rocky     |
| 2013 | Shabba Trap Lord                                    | — | — | — | — | US— ×2DoppelplatinUS | Erstveröffentlichung: 20. Mai 2013 Verkäufe: + 2.145.000; A$AP Ferg feat. A$AP Rocky                                                   |
| 2014 | Hella Hoes –                                        | — | — | — | — | — | Erstveröffentlichung: 6. Juni 2014 Verkäufe: + 500.000; A$AP Mob feat. A$AP Rocky, A$AP Ferg, A$AP Nast & A$AP Twelvyy                 |
| 2014 | Pretend Aquarius                                    | — | — | — | — | — | Erstveröffentlichung: 25. August 2014 Tinashe feat. A$AP Rocky                                                                         |
| 2014 | I’m Not the Only One (Remix) –                      | — | — | — | — | — | Erstveröffentlichung: 10. September 2014 Sam Smith feat. A$AP Rocky                                                                    |
| 2015 | Good for You Revival                                | DE29 Gold · (28 Wo.)DE | AT27 Gold · (17 Wo.)AT | CH25 (29 Wo.)CH | UK23 Platin · (24 Wo.)UK | US5 ×3Dreifachplatin · (26 Wo.)US | Erstveröffentlichung: 22. Juni 2015 Verkäufe: + 5.241.000; Selena Gomez feat. A$AP Rocky                                               |
| 2016 | Said n Done Mura Masa                               | — | — | — | — | — | Erstveröffentlichung: 5. August 2016 French Montana feat. A$AP Rocky                                                                   |
| 2016 | Lovesick Mura Masa                                  | DE— GoldDE | — | CH65 (5 Wo.)CH | UK59 Platin · (7 Wo.)UK | US— GoldUS | Erstveröffentlichung: 30. September 2016 Verkäufe: + 1.785.000; Mura Masa feat. A$AP Rocky                                             |
| 2016 | Blended Family (What You Do for Love) Here          | — | — | CH85 (1 Wo.)CH | — | — | Erstveröffentlichung: 7. Oktober 2016 Alicia Keys feat. A$AP Rocky                                                                     |
| 2016 | Crazy Brazy Cozy Tapes Vol.1: Friends               | — | — | — | — | US— GoldUS | Erstveröffentlichung: 14. Oktober 2016 Verkäufe: + 500.000; ASAP Mob feat. A$AP Rocky, A$AP Tvelvyy & Key!                             |
| 2016 | Telephone Calls Cozy Tapes Vol.1: Friends           | — | — | — | — | US— GoldUS | Erstveröffentlichung: 28. Oktober 2016 Verkäufe: + 500.000; ASAP Mob feat. A$AP Rocky, Tyler, the Creator, Playboi Carti & Yung Gleesh |
| 2017 | RAF Cozy Tapes Vol. 2: Too Cozy                     | — | — | — | — | US— PlatinUS | Erstveröffentlichung: 22. Mai 2017 Verkäufe: + 1.035.000; ASAP Mob feat. A$AP Rocky, Playboi Carti, Quavo, Lil Uzi Vert & Frank Ocean  |
| 2017 | Who Dat Boy Flower Boy                              | — | — | — | UK93 Silber · (2 Wo.)UK | US87 ×2Doppelplatin · (1 Wo.)US | Erstveröffentlichung: 30. Juni 2017 Verkäufe: + 2.330.000; Tyler, the Creator feat. A$AP Rocky                                         |
| 2017 | Summer Bummer Lust for Life                         | — | — | — | UK81 (2 Wo.)UK | US— GoldUS | Erstveröffentlichung: 14. Juli 2017 Verkäufe: + 535.000; Lana Del Rey feat. A$AP Rocky & Playboi Carti                                 |
| 2017 | No Limit The Beautiful and Damned                   | DE63 Gold · (5 Wo.)DE | AT60 (1 Wo.)AT | CH52 Platin · (11 Wo.)CH | UK45 Gold · (10 Wo.)UK | US4 ×7Siebenfachplatin · (29 Wo.)US | Erstveröffentlichung: 8. September 2017 Verkäufe: + 8.170.000; G-Eazy feat. A$AP Rocky & Cardi B                                       |
| 2017 | Pick It Up Dex Meets Dexter                         | — | — | — | UK— SilberUK | US54 Platin · (20 Wo.)US | Erstveröffentlichung: 20. Oktober 2017 Verkäufe: + 1.230.000; Famous Dex feat. A$AP Rocky                                              |
| 2017 | Dawsin’s Breek Beach House 3                        | — | — | — | — | — | Erstveröffentlichung: 20. Oktober 2017 Ty Dolla Sign feat. ASAP Rocky                                                                  |
| 2018 | One Track Mind America                              | — | — | — | — | — | Erstveröffentlichung: 23. März 2018 30 Seconds to Mars feat. A$AP Rocky                                                                |
| 2018 | Handgun Stay Dangerous                              | — | — | — | — | US98 (2 Wo.)US | Erstveröffentlichung: 27. Juli 2018 YG feat. A$AP Rocky                                                                                |
| 2019 | Pups Floor Seats                                    | — | — | — | — | — | Erstveröffentlichung: 9. Mai 2019 A$AP Ferg feat. A$AP Rocky                                                                           |
| 2021 | Mazza Tyron                                         | — | — | — | UK72 (1 Wo.)UK | — | Erstveröffentlichung: 5. Januar 2021 slowthai feat. ASAP Rocky                                                                         |
| 2022 | Doja –                                              | — | — | — | — | US87 (1 Wo.)US | Erstveröffentlichung: 4. Februar 2022 Snot feat. ASAP Rocky                                                                            |
| Folgende Lieder erschienen nicht als Single, wurden aber durch das Album zum Download und Streaming bereitgestellt und konnten somit eine Platzierung erlangen: |                                                     | | | | | | |
| |                                                     | | | | | | |
| 2020 | T.D Lil Boat 3                                      | — | — | — | — | US83 Gold · (1 Wo.)US | Charteinstieg: 13. Juni 2020 Lil Yachty & Tierra Whack feat. ASAP Rocky & Tyler, the Creator                                           |
| 2021 | Livin It Up Punk                                    | — | — | — | — | US68 (1 Wo.)US | Charteinstieg: 30. Oktober 2021 Young Thug feat. Post Malone & ASAP Rocky                                                              |
| 2022 | Feel the Fiyaaaah Heroes & Villains                 | — | — | — | — | US59 (1 Wo.)US | Charteinstieg: 17. Dezember 2022 Metro Boomin feat. ASAP Rocky & Takeoff                                                               |
| 2023 | Wharf Talk Call Me If You Get Lost: The Estate Sale | — | — | — | — | US89 (1 Wo.)US | Charteinstieg: 15. April 2023 Tyler, the Creator feat. ASAP Rocky                                                                      |
| 2023 | Am I Dreaming Spider-Man: Across The Spider-Verse   | DE— cDE | — | — | UK51 Silber · (6 Wo.)UK | US51 (4 Wo.)US | Charteinstieg: 15. Juni 2023 Metro Boomin feat. ASAP Rocky & Roisee                                                                    |
| 2024 | Show of Hands We Still Don’t Trust You              | — | — | — | — | US71 (1 Wo.)US | Charteinstieg: 27. April 2024 Future & Metro Boomin feat. ASAP Rocky                                                                   |

## Statistik

### Chartauswertung
|                     | DE    | AT    | CH    | UK    | US    |
| ------------------- | ----- | ----- | ----- | ----- | ----- |
| Nummer-eins-Alben   | DE—DE | AT—AT | CH—CH | UK—UK | US2US |
| Top-10-Alben        | DE—DE | AT1AT | CH3CH | UK2UK | US3US |
| Alben in den Charts | DE3DE | AT3AT | CH4CH | UK3UK | US4US |

|                       | DE    | AT    | CH     | UK     | US     |
| --------------------- | ----- | ----- | ------ | ------ | ------ |
| Nummer-eins-Singles   | DE—DE | AT—AT | CH—CH  | UK—UK  | US—US  |
| Top-10-Singles        | DE—DE | AT—AT | CH—CH  | UK—UK  | US3US  |
| Singles in den Charts | DE5DE | AT4AT | CH10CH | UK18UK | US25US |

### Auszeichnungen für Musikverkäufe
| Land/RegionAuszeichnungen für Musikverkäufe (Land/Region, Auszeichnungen, Verkäufe, Quellen) | Silber       | Gold       | Platin         | Diamant     | Verkäufe   | Quellen              |
| -------------------------------------------------------------------------------------------- | ------------ | ---------- | -------------- | ----------- | ---------- | -------------------- |
| Australien (ARIA)                                                                            | —            | 7× Gold7   | 19× Platin19   | —           | 1.575.000  | aria.com.au          |
| Brasilien (PMB)                                                                              | —            | 2× Gold2   | Platin1        | Diamant1    | 330.000    | pro-musicabr.org.br  |
| Dänemark (IFPI)                                                                              | —            | 3× Gold3   | 12× Platin12   | —           | 825.000    | ifpi.dk              |
| Deutschland (BVMI)                                                                           | —            | 6× Gold6   | —              | —           | 1.150.000  | musikindustrie.de    |
| Frankreich (SNEP)                                                                            | —            | 3× Gold3   | —              | Diamant1    | 583.333    | snepmusique.com      |
| Ecuador (SOPROFON)                                                                           | —            | —          | Platin1        | —           | 6.000      | Einzelnachweise      |
| Griechenland (IFPI)                                                                          | —            | —          | 3× Platin3     | —           | 60.000     | Einzelnachweise      |
| Italien (FIMI)                                                                               | —            | 3× Gold3   | 2× Platin2     | —           | 270.000    | fimi.it              |
| Kanada (MC)                                                                                  | —            | 7× Gold7   | 20× Platin20   | —           | 1.880.000  | musiccanada.com      |
| Mexiko (AMPROFON)                                                                            | —            | Gold1      | —              | —           | 30.000     | amprofon.com.mx      |
| Neuseeland (RMNZ)                                                                            | —            | 4× Gold4   | 41× Platin41   | —           | 1.150.000  | radioscope.co.nz NZ2 |
| Norwegen (IFPI)                                                                              | —            | —          | 3× Platin3     | —           | 180.000    | ifpi.no              |
| Österreich (IFPI)                                                                            | —            | 2× Gold2   | —              | —           | 30.000     | ifpi.at              |
| Polen (ZPAV)                                                                                 | —            | 7× Gold7   | 15× Platin15   | —           | 775.000    | olis.pl              |
| Portugal (AFP)                                                                               | —            | 4× Gold4   | 4× Platin4     | —           | 60.000     | Einzelnachweise      |
| Schweden (IFPI)                                                                              | —            | 3× Gold3   | 2× Platin2     | —           | 140.000    | sverigetopplistan.se |
| Schweiz (IFPI)                                                                               | —            | Gold1      | Platin1        | —           | 35.000     | hitparade.ch         |
| Spanien (Promusicae)                                                                         | —            | Gold1      | Platin1        | —           | 80.000     | elportaldemusica.es  |
| Vereinigte Staaten (RIAA)                                                                    | —            | 27× Gold27 | 59× Platin59   | —           | 72.500.000 | riaa.com             |
| Vereinigtes Königreich (BPI)                                                                 | 10× Silber10 | 4× Gold4   | 7× Platin7     | —           | 7.060.000  | bpi.co.uk            |
| Insgesamt                                                                                    | 10× Silber10 | 86× Gold86 | 191× Platin191 | 2× Diamant2 |            |                      |